# Метод эллипсоидов
Метод эллипсоидов — алгоритм нахождения точки, лежащей в пересечении выпуклых множеств. Разработан А. С. Немировским и доведён до алгоритмической реализации Л. Г. Хачияном в ВЦ АН СССР.

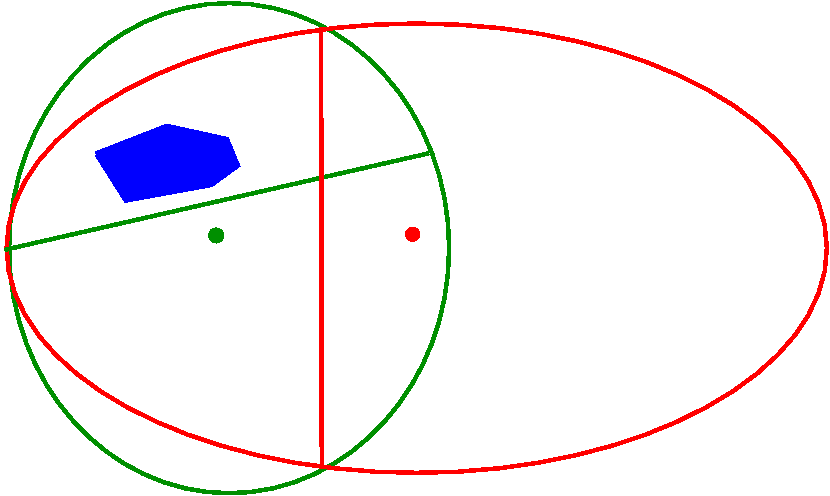

## Описание алгоритма
В начале выбирается большой шар, содержащий пересечение выпуклых множеств. Способ построения этого шара зависит от задачи. Далее на каждом шаге имеется эллипсоид, заданный центром {\displaystyle v} и векторами {\displaystyle v_{1},v_{2},\dots ,v_{n}\in \mathbb {R} ^{n}}. Эллипсоиду принадлежат точки {\displaystyle v+c_{1}v_{1}+c_{2}v_{2}+\cdots +c_{n}v_{n}} для которых {\displaystyle c_{1}^{2}+c_{2}^{2}+\cdots +c_{n}^{2}\leqslant 1}. Отметим, что один и тот же эллипсоид можно задать несколькими способами. Если центр этого эллипсоида принадлежит всем выпуклым множествам, то искомая точка найдена. Иначе существует гиперплоскость {\displaystyle \pi }, проходящая через точку {\displaystyle v}, такая, что одно из множеств целиком лежит по одну сторону от неё. Тогда можно перейти от исходного базиса {\displaystyle v_{i}} к другому базису {\displaystyle \tau ,w_{2},\dots w_{n}} такому, что {\displaystyle w_{i}} параллельны {\displaystyle \pi }, а {\displaystyle \tau } направлен в сторону множества. Положим теперь {\displaystyle v'=v+{\frac {\tau }{n+1}}}, {\displaystyle v'_{1}={\frac {n\tau }{n+1}}}, {\displaystyle v'_{i}=w_{i}{\frac {n}{\sqrt {n^{2}-1}}}} при {\displaystyle i\geq 2}. Этот новый эллипсоид содержит половину старого и имеет меньший объём. Таким образом, объём эллипсоида уменьшается экспоненциально с ростом числа шагов и искомая точка будет найдена за {\displaystyle O(n^{2}\log(V_{1}/V_{2}))} шагов, где {\displaystyle V_{1}} — объем исходного шара, а {\displaystyle V_{2}} — объем области пересечения. Общее время работы алгоритма получается равным {\displaystyle O(Ntn^{2}\log(V_{1}/V_{2}))}, где {\displaystyle N} — число множеств, {\displaystyle t} — время проверки принадлежности точки множеству.

## Применение к задаче линейного программирования
Если в задаче линейного программирования удалось построить шар, содержащий искомое решение, то она может быть решена методом эллипсоидов. Для этого вначале находим какую-нибудь точку {\displaystyle u} внутри шара, удовлетворяющую ограничениям задачи. Проводим через неё гиперплоскость {\displaystyle f(x)<f(u)}, где {\displaystyle f} — целевая функция, и находим точку в пересечении исходных и новой гиперплоскостей (начиная с текущего эллипсоида). С новой найденной точкой проделываем то же самое. Процесс сходится к оптимальному решению с экспоненциальной скоростью (поскольку с этой скоростью убывает объём эллипсоида).

## Эффективность метода
Полиномиальный алгоритм теоретически мог бы стать новым стандартом, однако, на практике алгоритм Хачияна применять следует с осторожностью: существуют задачи размером в 50 переменных, для которых требуются более 24 тысяч итераций метода Хачияна, количество же существенно более простых итераций симплекс-метода в таких случаях исчисляется сотнями или даже десятками . Однако есть примеры задач, для которых алгоритмы этого класса работают в сотни раз эффективнее стандартных реализаций симплекс-метода.